# Kosmonosy (zámek)
Kosmonosy jsou zámek ve stejnojmenném městě u Mladé Boleslavi. Založen byl ve druhé polovině 16. století Krajíři z Krajku. K dalším významným majitelům patřili Černínové z Chudenic, kteří podnikli náročnou barokní přestavbu. Dochovaná podoba však pochází až z 19. století, kdy hrabata z Mirbachu nechala přistavět jižní empírové křídlo. Zámecký areál je od roku 1967 chráněn jako kulturní památka.

## Historie

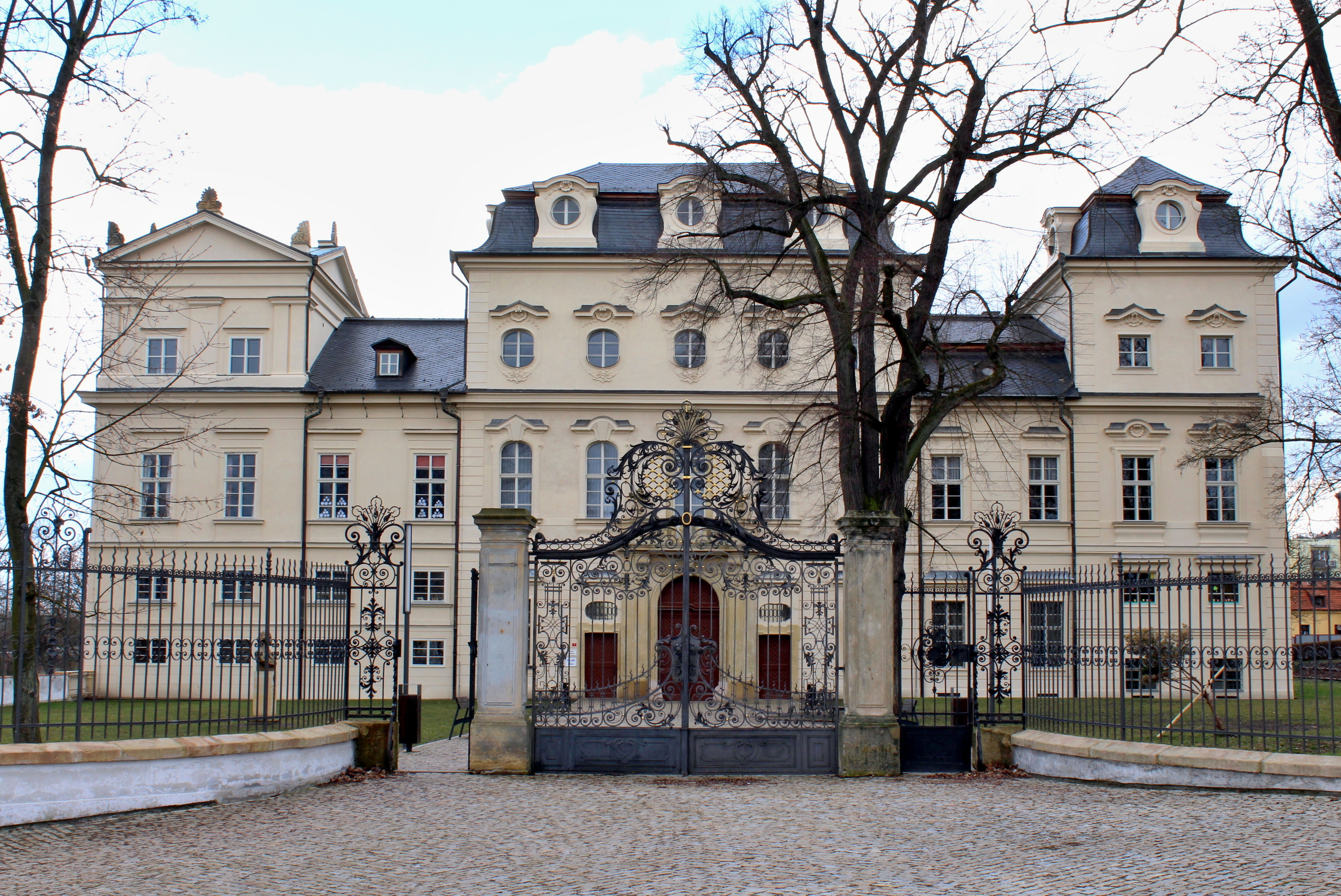
Průčelí zámku

Panské sídlo v Kosmonosích bylo postaveno až v 16. století. Do té doby vesnice patřila ke zvířetickému nebo k mladoboleslavskému panství a tvrz vystavěli Krajířové z Krajku. První písemná zmínka o ní pochází až z roku 1571, kdy ji údajně obnovil a přestavěl Adam Krajíř z Krajku. Roku 1576 na ní sídlila Marta Krajířová z Veselice, která ji získala od svého manžela Arnošta Krajíře z Krajku, ačkoliv ten nechal zapsat převod do desk zemských až v roce 1583 („s tvrzí Kosmonosy v nově vystavenou“). Po její smrti v roce 1588 panství získal i s Mladou Boleslaví Jiří Popel z Lobkovic, ale ještě téhož roku oba statky vyměnil se svým příbuzným Bohuslavem Jáchymem Hasištejnským z Lobkovic za chomutovské panství.
Na počátku 16. století Kosmonosy patřily hraběnce Evě z Hohenlohe, rozené Hasištejnské z Lobkovic (podle Augusta Sedláčka pocházela z rodu Valdštejnů). Její manžel Jiří Fridrich z Hohenlohe se zúčastnil stavovského povstání v letech 1618–1620 jako jeden z velitelů stavovských vojsk, za což mu bylo kosmonoské panství zkonfiskováno. Později však císař Ferdinand II. Štýrský panství Evě vrátil a ta jej roku 1628 prodala spolu s městem Králíky a městečkem Mladkovem hraběti Gottfriedu Jindřichovi z Pappenheimu.
Nový majitel nechal starou tvrz přestavět v renesančním slohu. Během třicetileté války na zámku často pobývala vojska válčících stran a roku 1639 ji jako velitelství využívali generálové Johan Banér a Lennart Torstenson. Gottfried Jindřich z Pappenheimu zemřel ještě předtím roku 1632 na následky zranění v bitvě u Lützenu. Poručníkem jeho manželky a syna Volfganga Adama se stal Albrecht z Valdštejna. Volfgang Adam se stal důstojníkem a zemřel roku 1647 při střeleckém souboji s generálem Golčem pod hradbami Prahy. Podle Adamovy poslední vůle jeho majetek zdědila Marie Ester z Huischinu. Od ní kosmonoské panství zpustošené častými pobyty vojsk koupil hrabě Heřman Černín z Chudenic za 120 tisíc uherských zlatých.
Černínům Kosmonosy patřily až do roku 1738. Významnou osobou, která se zapsala do dějin zámku, se stal Heřman Jakub Černín, který nechal v letech 1697–1709 zámek přestavět v barokním slohu podle návrhu Giovanniho Battisty Alliprandiho. Přestavba zámku a další nákladné stavby v Kosmonosích Černíny přinutily rozprodat část majetku. Nejprve prodali v roce 1730 Čejetičky, roku 1738 Luštěnice a o dva roky později také Kosmonosy (August Sedláček uvádí prodej Kosmonos v roce 1738). Novým majitelem se stal roku 1740 hrabě Zikmund Hrzán z Harasova. Hrzánům panství zůstalo do roku 1760, kdy je od nich koupili Martinicové a od nich v roce 1804 hrabata z Mirbachu, právě oni nechali v letech 1835–1836 postavit empírové jižní křídlo. Roku 1905 zámek získala rodina Klingerů, kteří jej upravili podle dobových potřeb. Ve druhé polovině 20. století v zámecké budově sídlila základní škola a internát střední ekonomické školy. Velký sál byl využíván jako koncertní síň a řada místností byla upravena na byty.

## Stavební podoba
Základem zámku je barokní jednopatrová čtyřkřídlá budova se třinácti okenními osami na každé straně. Její nároží zdůrazňují dvoupatrové hranolové věže. Barokní fasády jsou zdobené bosovanými lizénami a okny, nad kterými se nachází suprafenestry se zvlněnými římsami. Jižní strana a přilehlé části východní a západní strany mají fasády empírové. Na věžích jsou nakupené pilastry, které nesou kladí a nad ním trojúhelníkový štít na každé straně.
Hlavní vstup se nachází ve východním křídle, jehož dominantou je pětiosý střední rizalit s portálem, kterým se vchází do vestibulu zaklenutého plackovou klenbou. Po stranách portálu stojí volutové pilastry nesoucí balkón s vázami. Okna v prvním patře rizalitu mají půlobloukové zakončení a osvětlují velký sál. Okna ve druhém patře rizalitu jsou oválná. Menší portály se nachází také na severní a západní straně. Nádvoří je v prvním patře lemováno lichými arkádami. Velký sál v rizalitu svou výškou přesahuje výšku dvou pater a je jediným zámeckým prostorem s dochovanou původní výzdobou (nástropní a nástěnné malby) z 18. století.
K památkově chráněnému areálu patří také budova panského dvora (čp. 2), obytný domek (čp. 225), zámecký park s terasovou zdí a jezírkem a ohradní zeď s bránou a vázami.